# 柏杨街道 (巫溪县)
柏杨街道，是中华人民共和国重庆市巫溪县下辖的一个乡镇级行政单位。

## 行政区划
柏杨街道下辖以下地区：
新城社区、墨斗社区、白马社区和丰益社区。